# Eupempelus spinithorax
Eupempelus spinithorax är en skalbaggsart som beskrevs av Jose R.M. Mermudes och Dilma Solange Napp 2001. Eupempelus spinithorax ingår i släktet Eupempelus och familjen långhorningar. Inga underarter finns listade i Catalogue of Life.